# Brædstrup Kommune
| Strukturdaten       | Strukturdaten                       |
| ------------------- | ----------------------------------- |
| Sitz der Verwaltung | Brædstrup                           |
| Fläche              | 201,29 km²                          |
| Einwohner           | 10215 (2005)                        |
| Kommune seit 2007   | Horsens Kommune Skanderborg Kommune |
| Website             | braedstrup.dk                       |

Brædstrup Kommune war bis Dezember 2006 eine dänische Kommune im damaligen Vejle Amt im Osten von Jütland. Seit Januar 2007 ist der größte Teil zusammen mit der “alten” Horsens Kommune und der Gedved Kommune Teil der neuen Horsens Kommune. Der Teil des Kirchspiels Voerladegård schloss sich der Skanderborg Kommune an.
Brædstrup Kommune entstand im Zuge der dänischen Verwaltungsreform von 1970 und umfasste folgende Sogn:
- Føvling Sogn
- Grædstrup Sogn
- Nim Sogn
- Ring Sogn
- Sønder Vissing Sogn
- Træden Sogn
- Tyrsting Sogn
- Tønning Sogn
- Underup Sogn
- Voerladegård Sogn (teilweise)